# Euplexia cuprea
Euplexia cuprea là một loài bướm đêm trong họ Noctuidae.